# Aulacorthum myriopteroni
Aulacorthum myriopteroni är en insektsart. Aulacorthum myriopteroni ingår i släktet Aulacorthum och familjen långrörsbladlöss. Inga underarter finns listade i Catalogue of Life.